# Географія транспорту
Географія транспорту — наукова дисципліна, розділ економічної географії, що вивчає транспортно-географічні процеси, структуру транспорту, особливості його розміщення, рівень транспортної забезпеченості.

## Основні напрями
Об'єктами географії транспорту є територіальні та регіональні транспортні системи, транспортні потоки, поширення окремих видів транспорту, вплив транспортних процесів на розвиток народного господарства в територіальному аспекті.

## Предмет вивчення
Предметом вивчення географії транспорту є просторове взаємодія різних елементів територіальної транспортної системи, яка проявляється у вигляді транспортно-географічних відносин (транспортний тяжіння, просторова віддаленість, транспортно-географічне положення, транспортні доступність, зв'язність і проникність території).

## Історія виникнення
Попередники сучасної географії транспорту стали роботи Йоганн Коль, Леон Лаланн, Фрідріх Ратцель, Альфред Геттнер.
Альфред Геттнер (1894) визначив географію транспорту як вчення про географічне поширення транспортних об'єктів, їх відмінностях на різних ділянках земної простору.
Наступні роботи К. Дове (1905) і К. Гассерт (1913) обчислювали щільність транспортної мережі різних країн, в інших роботах вивчали напрямки і величини транспортних потоків, враховували транспортну доступність.
Е. Ульман (1954) вважав завданнями географії транспорту аналіз транспортних зв'язків різних територій (їх просторового взаємодії) шляхом вивчення напрямки і розмірів транспортних потоків, аналіз транспортних тарифів, вивчення впливу природних умов на формування та функціонування транспортних систем і впливу транспорту на розвиток економіки регіонів і країн.
Вів поняття тріада Ульмана: компліментарність, проміжні сприятливі можливості, транспортабельність.
У 1960—1970-х роках провідними напрямками досліджень географії транспорту стали:
- аналіз змін транспортних мереж (мережевий аналіз),
- моделювання та імітація транспортних потоків і транспортного тяжіння,
- аналіз ієрархії транспортних вузлів.
- У 1980—90-х роках сформувалася соціальна географія транспорту, яка вивчає поведінкові та соціальні аспекти переміщення людей, в тому числі особливості індивідуального вибору видів транспорту та маршрутів поїздок, індивідуальні оцінки відстаней; процеси прийняття рішень про розміщення транспортних об'єктів; просторові особливості рухливості населення.[2]

З початку 1990-х років — аналіз інфраструктурної забезпеченості транспортних проектів, транспортної рухливості людей.
Виник новий напрям географії транспорту — географія міського транспорту. На стику з географією сфери послуг вивчаються особливості розміщення телекомунікаційних систем.
Географії транспорту займається виробленням планів і рекомендацій щодо вдосконалення розміщення виробництва і розселення населення з точки зору мінімізації транспортних витрат, оптимізації транспортних потоків в рамках існуючих територіальних транспортних систем, розвитку транспортних систем всіх рівнів.